# Ridere fino a volare
Ridere fino a volare è un film del 2012 diretto da Adamo Antonacci.
Il film è uscito in Italia il 29 gennaio 2012. Parte del ricavato del film è stato donato all'Ospedale pediatrico Meyer di Firenze.

## Trama
Jerry e Gelli sono due comici perfettamente incapaci. Infatti non fanno ridere assolutamente nessuno, vivendo dei pomodori che il pubblico, di volta in volta lancia loro addosso. È tale la loro incapacità che finiscono a vivere sotto un ponte dove trovano tutti i comici toscani più famosi, come Carlo Monni, Novello Novelli, Sergio Forconi.
Tutte le mattine passa uno scuolabus che conduce i bambini di una scuola elementare: sono proprio loro a notare Jerry e Gelli alle prese con divertenti gag comiche. I bambini si divertono e in classe non fanno altro che disegnare i due comici barboni. La loro maestra capisce che Jerry e Gelli hanno delle potenzialità, infatti propone loro di andare a lavorare all'ospedale pediatrico Meyer come clown di corsia.
Qui la vita dei due scapestrati cambia radicalmente tant'è che diventano i beniamini dei degenti dell'ospedale.